# Tschagguns
Tschagguns é um município da Áustria, situado no distrito de Bludenz, na estado de Vorarlberg. Tem 57,56 km² de área e sua população em 2019 foi estimada em 2.195 habitantes.